# Ростовцева, Клементина Ивановна
Клементина Ивановна Ростовцева (2 марта 1924, Тула — 7 сентября 2005, Москва) — советская и российская театральная актриса, Народная артистка РСФСР (1989).

## Биография
Клементина Ростовцева родилась 2 марта 1924 года в Туле. Окончила Школу-студию МХАТ в 1947 году была принята в труппу Московского Художественного театра. Была одной из ярких студенток первого набора Школы-студии, принятых в МХАТ. С первых шагов на сцене играла в составе легендарных спектаклей: «Воскресение», «Мария Стюарт». Обладала живым, общительным характером и особенным чувством юмора.
После раздела театра в 1987 году на две труппы служила в МХАТе имени Горького под руководством Татьяны Дорониной. Преподавала актёрское мастерство в Московском хореографическом училище, затем в Академии танца Наталии Нестеровой.
Умерла 7 сентября 2005 года в Москве, похоронена на Востряковском кладбище (участок № 17).

## Награды и звания
- Заслуженная артистка РСФСР (29 июля 1959 года).
- Народная артистка РСФСР (4 сентября 1989 года).
- Орден Почёта (30 июля 1999 года) — за заслуги перед государством, большой вклад в укрепление дружбы и сотрудничества между народами, многолетнюю плодотворную деятельность в области культуры и искусства[2].
- Орден Дружбы (5 ноября 2004 года) — за многолетнюю плодотворную деятельность в области культуры и искусства[3].

## Работы в театре

### Московский Художественный театр
- «Победители» Б. Чирскова — официантка из штаба Муравьева
- «Синяя птица» М. Метерлинка — Насморк
- «Воскресение» Л. Толстого
- 1948 — «Анна Каренина» Л. Толстого — Аннушка
- 1949 — «Мещане» М. Горького — Поля
- 1949 — «Домби и сын» Ч. Диккенса — Сьюзен
- 1955 — «Двенадцатая ночь» Шекспира — Мария
- 1955 — «Школа злословия» Р. Шеридана — Леди Тизл
- 1958 — «Вишнёвый сад» А. Чехова — Дуняша
- 1958 — «Три сестры» А. Чехова — Наташа
- 1964 — «Мёртвые души» Н. Гоголя — Коробочка, Фетинья
- «Ревизор» Н. Гоголя — Пошлёпкина
- «На дне» М. Горького — Квашня
- «Дядюшкин сон» Ф. Достоевского — Карпухина
- «На всякого мудреца довольно простоты» А. Островского — Манефа
- «Хлеб наш насущный» Н. Вирты — Елена Озерова (премьера)
- «Зелёная улица» А. Сурова — Феня (премьера)
- «Дмитрий Стоянов» Б. Левантовской — Ольга Дробот (премьера)
- «Битва в пути» Г. Николаевой — Катя (премьера)
- 1959 — «Зимняя сказка» Шекспира — пастушки Доркас и Мопс
- 1970 — «Село Степанчиково и его обитатели» Ф. Достоевского — Девица Перепелицына
- 1973 — «Старый Новый год» М. Рощина — Люба
- 1987 — «Три сестры» А. Чехова — нянька Анфиса

### Московский Художественный академический театр имени М. Горького
- «Синяя птица» М. Метерлинка — соседка Берленго и Мать
- «Мёртвые души» Н. Гоголя — вице-губернаторша
- «Зойкина квартира» М. Булгакова — 1 я и 2 я дамы
- «Вьё-Карре» Т. Уильямса — туристка
- 1995 — «Прощание с Матёрой» Валентина Распутинa — Настасья (1995)

## Фильмография

### Актриса
1. 1962 — Седьмой спутник — женщина
2. 1964 — Минута истории — Глафира
3. 1965 — Мещане — Поля, дочь Перчихина, швейка
4. 1967 — Кремлёвские куранты — торговка салом
5. 1972 — Записки Пиквикского клуба — миссис Клоппинс
6. 1973 — Село Степанчиково и его обитатели — Анна Ниловна Перепелицына
7. 1975 — Роса — бабушка Троши
8. 1976 — Мария Стюарт — Маргарита Керл, камеристка Марии
9. 1976 — Ну, публика! — подруга Петровны
10. 1976 — Расписание на завтра — Надежда Ивановна
11. 1976 — Сибирь — Татьяна Никаноровна
12. 1979 — Мёртвые души — Фетинья, прислуга Коробочки
13. 1979 — На таёжных ветрах — жена Ветрова
14. 1979 — Сегодня и завтра — Зина, жена Савелия Бажутина

### Озвучивание мультфильмов
1. 1951 — Высокая горка (оригинальное озвучивание)
2. 1960 — Непьющий воробей. Сказка для взрослых
3. 1967 — Сказки для больших и маленьких («Волшебное слово») — Зайчиха